# Афанасьева, Анастасия Валерьевна
Анастаси́я Вале́рьевна Афана́сьева (укр. Анастасія Валеріївна Афанасьєва; род. 31 января 1982, Харьков, Украинская ССР, СССР) — украинская поэтесса и переводчица (пишет на русском языке).

## Биография
Окончила Харьковский государственный медицинский университет, работает врачом-психиатром. Живёт в Харькове.
Стихи, проза, статьи о современной поэзии, интервью публиковались в журналах «Дружба народов», «Новый мир», «Новое литературное обозрение», «©оюз Писателей», «Урал», «Зинзивер», альманахе «Вавилон», антологиях «Братская колыбель», «Освобождённый Улисс» и др. Автор стихотворных и прозаических сборников «Бедные белые люди» (2005), «Голоса говорят» (2007), «Белые стены» (2010), «Солдат белый, солдат чёрный» (2010), «Полый шар» (2012), «Отпечатки» (2014), аудиосборника «Белое там, белое тут» (3 CD, 2011). Стихи переводились на украинский, белорусский, английский и итальянский языки.
Лауреат премии журнала «РЕЦ» (2005), «Русской премии» (2006), премии «ЛитератуРРентген» (2007), премии «Дебют» в номинации «Поэзия» за книгу стихов «Отпечатки» (2014) и др.
После вооружённого вторжения России на Украину в феврале 2022 года эвакуировалась из Харькова, написав об этом:

Мы были последними из нашего подвала,

Кто больше не мог оставаться слушать

Разрывы воздуха, справа и слева,

Ближе и дальше, где бы ни накрывало

## Отзывы
По мнению российской поэтессы и литературного критика Наталии Черных, «поэтическое мировоззрение Афанасьевой можно назвать мозаичным: каждый мини-фрагмент (метафора или метонимический перенос) имеет довольно чёткие границы. Однако эти границы не замкнуты, а как бы смазаны на смысловых звеньях. Чему отвечает метрико-рифмическая пульсация тропа: это и свободный стих, и метрически организованный. Афанасьева — поэт, обладающий личной, узнаваемой пластикой слова».